# Championnat du Kazakhstan de football 2009
Navigation
Saison précédente Saison suivante
La saison 2009 de Premier-Liga kazakhe est la dix-huitième édition de la première division kazakhe.
Lors de cette saison, le FK Aktobe va tenter de conserver son titre de champion face aux 13 meilleurs clubs kazakhs lors d'une série de matchs se déroulant sur toute l'année.
Les quatorze clubs participants au championnat sont confrontés à deux reprises aux treize autres.
Trois places sont qualificatives pour les compétitions européennes, la quatrième place étant celles du vainqueur de la Coupe du Kazakhstan 2009.

## Qualifications en coupe d'Europe
À l'issue de la saison, le champion se qualifiera pour le 2e tour de qualification des champions de la Ligue des champions 2010-2011.
Alors que le vainqueur de la Coupe du Kazakhstan prendra la première des trois places en Ligue Europa 2009-2010, les deux autres places reviendront au deuxième et au troisième du championnat. Il est à noter que ces deux dernières places ne qualifie que pour le premier tour de qualification, et non pour le deuxième comme la précédente. Aussi si le vainqueur de la coupe fait partie des trois premiers, les places sont décalées et la dernière place revient au finaliste de la coupe. Si ce dernier club fait lui-même partie des trois premiers, la dernière place revient au quatrième du championnat.

## Les 14 clubs participants

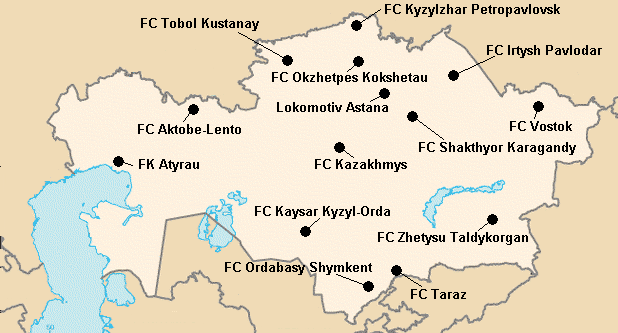
Localisation des clubs engagés dans le championnat.

| Club                       | Stade           | Capacité | Ville        |
| -------------------------- | --------------- | -------- | ------------ |
| FK Aktobe                  | Central         | 13500    | Aktioubé     |
| FK Atyrau                  | Munayshy        | 8660     | Atyraou      |
| FC Irtysh Pavlodar         | Central         | 15000    | Pavlodar     |
| FC Kaysar Kyzyl-Orda       | Gany Muratbayev | 7300     | Kyzylorda    |
| FC Kazakhmys               | Kazakhmys       | 2300     | Satpaïev     |
| FC Kyzylzhar Petropavlovsk | Avangard        | 11000    | Petropavl    |
| Lokomotiv Astana           | Munaitpasov     | 12350    | Astana       |
| FC Okjetpes Kokchetaou     | Torpedo         | 6000     | Kokchetaou   |
| FC Ordabasy Shymkent       | Munaitpasov     | 37000    | Chimkent     |
| FC Shakthyor Karagandy     | Shakhtyor       | 19000    | Karaganda    |
| FC Taraz                   | Central         | 12525    | Taraz        |
| FC Tobol Kustanay          | Central         | 8323     | Kostanay     |
| FC Vostok                  | Vostok          | 8500     | Öskemen      |
| FC Zhetysu Taldykorgan     | Zhetysu         | 4000     | Taldykourgan |

## Compétition

### Classement
Le classement est établi sur le barème de points classique (victoire à 3 points, match nul à 1, défaite à 0).
En cas d'égalités pour des places à enjeux, les deux équipes jouent une rencontre d'appui sur terrain neutre.
| Rang | Équipe                  | Pts  | J  | G  | N | P  | Bp | Bc | Diff |
| ---- | ----------------------- | ---- | -- | -- | - | -- | -- | -- | ---- |
| 1    | FK Aktobe T C           | 65   | 26 | 21 | 2 | 3  | 65 | 19 | +46  |
| 2    | Lokomotiv Astana        | 60   | 26 | 20 | 0 | 6  | 54 | 24 | +30  |
| 3    | Shakhtyor Karagandy     | 57   | 26 | 18 | 3 | 5  | 50 | 18 | +32  |
| 4    | Tobol Kostanaï          | 51   | 26 | 14 | 9 | 3  | 53 | 23 | +30  |
| 5    | Jetyssou Taldykourgan   | 44   | 26 | 13 | 5 | 8  | 33 | 26 | +7   |
| 6    | FK Atyraou              | 40   | 26 | 11 | 7 | 8  | 37 | 29 | +8   |
| 7    | Ordabasy Chimkent       | 36   | 26 | 10 | 6 | 10 | 33 | 30 | +3   |
| 8    | FK Taraz P              | 33   | 26 | 9  | 6 | 11 | 37 | 36 | +1   |
| 9    | Irtych Pavlodar         | 29   | 26 | 8  | 5 | 13 | 24 | 31 | -7   |
| 10   | Vostok Öskemen          | 23-3 | 26 | 7  | 5 | 14 | 32 | 56 | -24  |
| 11   | Okjetpes Kökşetaw       | 22   | 26 | 6  | 4 | 16 | 22 | 48 | -26  |
| 12   | Kazakhmys Satpaïev P    | 21-3 | 26 | 7  | 3 | 16 | 32 | 61 | -29  |
| 13   | Kaysar Kyzylorda        | 14   | 26 | 3  | 5 | 18 | 15 | 44 | -29  |
| 14   | Kyzylzhar Petropavlovsk | 6-7  | 26 | 3  | 4 | 19 | 14 | 56 | -42  |

| Légende : Qualifications et relégations | Légende : Qualifications et relégations                                            |
| --------------------------------------- | ---------------------------------------------------------------------------------- |
|                                         | Ligue des champions 2010-2011 (2e tour de qualification des champions)             |
|                                         | Ligue Europa 2010-2011 (2e tour de qualification)                                  |
|                                         | Ligue Europa 2010-2011 (1er tour de qualification)                                 |
|                                         | Qualification pour les barrages de relégation en deuxième division                 |
|                                         | Relégation en deuxième division                                                    |
|                                         | T : Tenant du titre 2008 P : Promu en 2008 C : Vainqueur de la Coupe du Kazakhstan |

1. ↑  Le Lokomotiv Astana se voit refuser une licence UEFA et ne peut prendre aux compétitions européennes de la saison 2010-2011.
2. ↑  Le Vostok Öskemen se voit retirer trois points en raison de dettes impayées. Ce problème de dettes le voit par la suite rétrogradé administrativement en deuxième division à l'issue de la saison.
3. ↑  Le Kazakhmys Satpaïev se voit retirer trois points en raison de dettes impayées.
4. ↑  Le Kyzylzhar Petropavlovsk se voit retirer sept points en raison de dettes impayées.

### Matchs
| Résultats (▼dom., ►ext.)                                   | Akt | Aty | Irt | Kay | Kaz | Kyz | Lok | Okz | Ord | Sha | Tar | Tob | Vos | Zhe |
| FK Aktobe                                                  |     | 2-1 | 3-1 | 3-1 | 4-0 | 6-1 | 0-1 | 1-2 | 1-0 | 2-1 | 2-1 | 5-2 | 4-0 | 1-1 |
| FK Atyrau                                                  | 1-0 |     | 2-0 | 3-2 | 2-1 | 4-1 | 1-2 | 2-0 | 0-0 | 2-0 | 1-1 | 2-2 | 4-2 | 0-2 |
| FC Irtysh Pavlodar                                         | 1-2 | 1-0 |     | 1-0 | 0-2 | 1-0 | 0-1 | 1-0 | 1-2 | 1-1 | 0-0 | 1-2 | 1-1 | 0-2 |
| FC Kaysar Kyzyl-Orda                                       | 0-1 | 1-1 | 0-1 |     | 0-2 | 0-1 | 0-4 | 2-1 | 1-1 | 0-3 | 0-2 | 1-1 | 0-2 | 2-3 |
| FC Kazakhmys                                               | 2-4 | 1-2 | 2-1 | 1-1 |     | 1-1 | 3-4 | 1-4 | 1-4 | 1-5 | 1-0 | 0-1 | 3-2 | 2-2 |
| FC Kyzylzhar Petropavlovsk                                 | 0-1 | 1-0 | 0-3 | 1-1 | 0-2 |     | 0-2 | 0-0 | 0-1 | 0-1 | 1-2 | 0-7 | 4-1 | 1-4 |
| Lokomotiv Astana                                           | 0-2 | 2-1 | 2-0 | 3-0 | 3-0 | 1-0 |     | 2-1 | 3-1 | 1-2 | 4-1 | 4-0 | 3-2 | 1-0 |
| FC Okjetpes Kokchetaou                                     | 1-7 | 0-1 | 1-4 | 0-1 | 3-1 | 0-0 | 1-5 |     | 1-2 | 0-5 | 2-2 | 1-1 | 1-0 | 1-0 |
| FC Ordabasy Shymkent                                       | 1-2 | 1-3 | 2-0 | 2-0 | 1-2 | 1-0 | 1-0 | 4-0 |     | 0-2 | 1-4 | 1-1 | 1-1 | 0-0 |
| FC Shakthyor Karagandy                                     | 0-3 | 2-0 | 1-0 | 2-0 | 3-1 | 2-1 | 4-2 | 2-0 | 3-0 |     | 1-0 | 1-1 | 5-0 | 1-0 |
| FC Taraz                                                   | 1-3 | 1-1 | 1-1 | 2-1 | 5-0 | 5-0 | 1-2 | 0-1 | 0-5 | 1-0 |     | 0-1 | 2-2 | 2-1 |
| FC Tobol Kustanay                                          | 0-0 | 0-0 | 1-1 | 3-0 | 5-0 | 3-0 | 1-0 | 2-1 | 2-0 | 0-0 | 4-1 |     | 6-2 | 6-0 |
| FC Vostok                                                  | 0-4 | 2-2 | 1-3 | 1-0 | 2-1 | 3-1 | 1-2 | 1-0 | 1-0 | 1-3 | 0-2 | 1-2 |     | 1-0 |
| FC Zhetysu Taldykorgan                                     | 0-2 | 2-1 | 2-0 | 0-1 | 2-1 | 4-0 | 1-0 | 1-0 | 1-1 | 1-0 | 1-0 | 1-0 | 2-2 |     |
| - Victoire à domicile - Match nul - Victoire à l'extérieur |     |     |     |     |     |     |     |     |     |     |     |     |     |     |

### Barrage
Le onzième de Premier-Liga Kazakhe affronte la deuxième meilleure équipe de deuxième division pour tenter de se maintenir.
| Club                   | Score | Club                |
| ---------------------- | ----- | ------------------- |
| Okjetpes Kökşetaw (D1) | 2 - 3 | (D2) Akzhayik Oural |

## Bilan de la saison
| Tableau d'Honneur        |           |
| Compétition              | Vainqueur |
| Premier-Liga Kazakhe     |           |
| Coupe du Kazakhstan      |           |
| Supercoupe du Kazakhstan |           |

| Qualifications européennes 2010-2011   |           |
| Ligue des champions                    | Qualifiés |
| 2e tour de qualification des champions |           |
| Ligue Europa                           | Qualifiés |
| 2e tour de qualification               |           |
| 1er tour de qualification              |           |

| Promotions et relégations        |
| Relégués en Pervaja Liga Kazakhe |
| Promus de Pervaja Liga Kazakhe   |